# Força de Defensa Australiana
La Força de Defensa Australiana (en anglès Australian Defence Force o ADF) és l'organització militar responsable de la defensa d'Austràlia. Està composta per la Armada Reial Australiana, l'Exèrcit de Terra d'Austràlia, i la Reial Força Aèria Australiana i una sèrie d'unitats dels tres cossos.2019
El servei militar australià es caracteritza per tindre un límit d'edat als 17 anys, que baixa a 16 en casos extraordinaris.

## Creació
Durant les primeres dècades del segle xx, el govern d'Austràlia va establir els 3 cossos armats separats. Cada cos tenia una cadena de comandament independent. L'any 1976 el govern va dur a terme uns canvis estratègics i va establir que les Forces Armades havien d'estar totes sota un poder únic. Amb el temps el nivell d'integració ha crescut i els serveis enfocats als tres cossos en matèria de comandament, logística i institucions d'entrenament han anat substituint a aquells que estaven enfocats a només un dels cossos.

## Mitjans
Les Forces Armades d'Austràlia estan tecnològicament desenvolupades encara que són petites. Tot i que els seus 51,000 militars actius a temps complet, i els 19,400 reservistes la fan la força militar més gran d'Oceania, és molt més petita que les forces militars asiàtiques, i té escassetat de personal qualificat en algunes categories. Tanmateix, les Forces Armades d'Austràlia són capaces de desplegar tropes en diversos punts fora d'Austràlia.

## Armada Reial Australiana
L'Armada Reial Australiana (en anglès: Royal Australian Navy, abreujada RAN) és la branca naval de les Forces Armades d'Austràlia. S'encarrega de la defensa naval de les aigües territorials australianes, i dona suport a les altres branques de les Forces Armades Australianes que són les encarregades de la defensa del territori nacional australià.

### Fundació
Després de la creació de la Federació d'Austràlia el dia 1 de gener de l'any 1901, les naus i els recursos de les armades colonials independents es van integrar en una força nacional. La Força Naval Australiana es va establir l'1 de març de 1901. El 10 de juliol de 1911, el rei Jordi V del Regne Unit va concedir a la flota el títol de Royal Australian Navy. Originalment fou concebuda per a la defensa local, tanmateix la Marina va anar adquirint cada vegada més responsabilitat en la defensa de la nació.

### Primera Guerra Mundial
Durant la Primera Guerra Mundial, la RAN va estar encarregada inicialment de conquerir moltes de les colònies alemanyes del Pacífic Sud i de protegir els vaixells d'Austràlia dels atacs de l'Esquadra Alemanya de l'Est d'Àsia. En perllongar-se la guerra, la majoria dels bucs més importants de la RAN van operar com a part de les forces de la Royal Navy en el Mediterrani i el Mar del Nord. Després de la Primera Guerra Mundial, la RAN es va anar modernitzant i ampliant.

### Segona Guerra Mundial

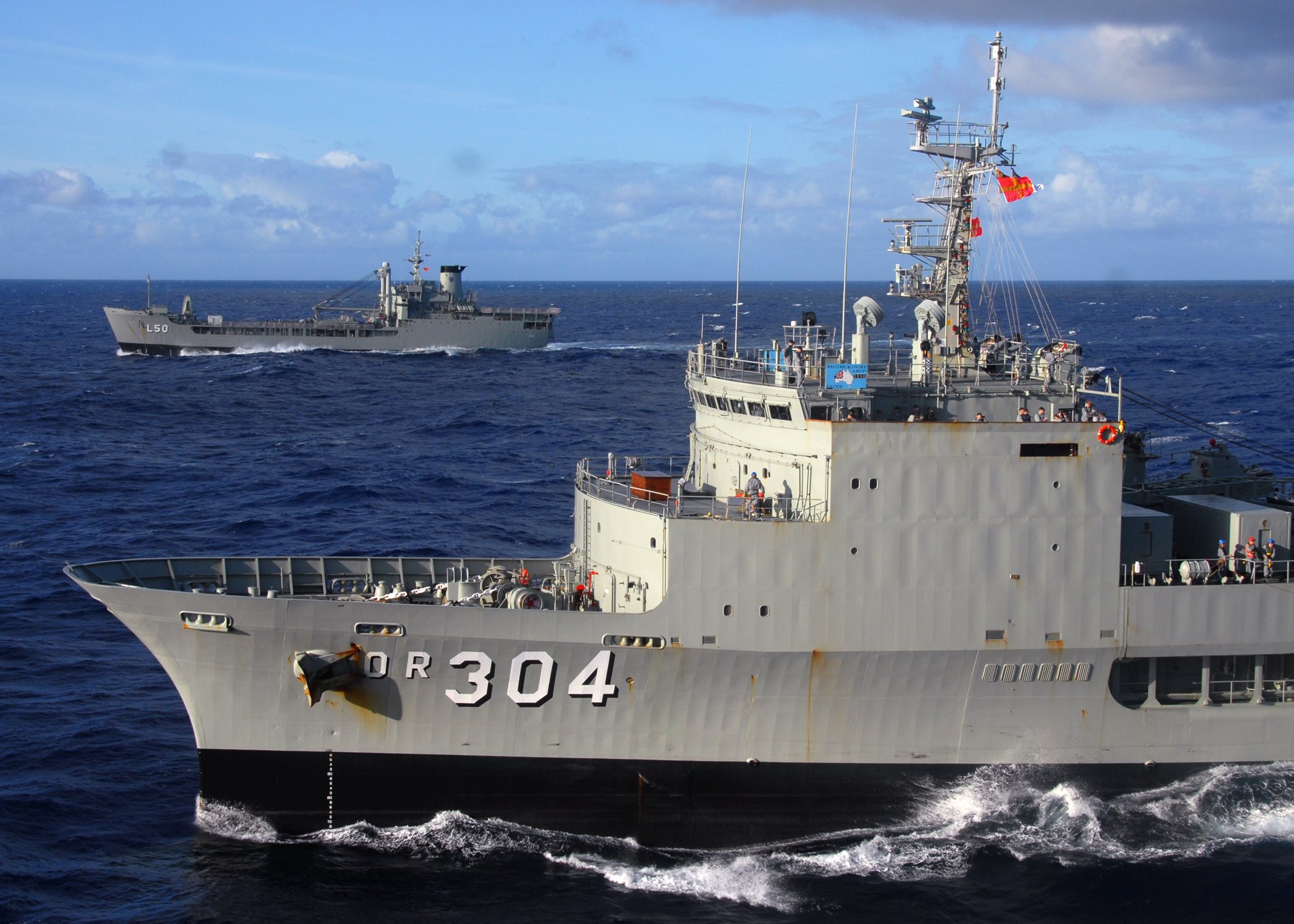
Dos vaixells de l'Armada Australiana, el HMAS Success en primer pla i el HMAS Tobruk l'any 2008.

La Royal Navy britànica va donar suport a la Armada Reial Australiana en el teatre bèl·lic de l'oceà Pacífic durant la Segona Guerra Mundial, la ràpida expansió de la guerra va motivar l'adquisició de grans bucs de superfície i la construcció de molts vaixells de guerra i llanxes patrulleres. Durant Segona Guerra Mundial, els bucs australians van donar suport a la Royal Navy, servint molts d'ells en el Mediterràni, la Mar Roja, davant de les costes de Dakar, el Golf Pèrsic i l'oceà Índic. Després de l'esclat de la Guerra del Pacífic i la destrucció de la Royal Navy britànica al sud-est asiàtic, la Royal Australian Navy va seguir lluitant contra l'Armada Imperial Japonesa, juntament amb les forces dels Estats Units. Cap al final de la guerra, la RAN es va convertir en la cinquena força naval del món.

### Guerra Freda
Després de la Segona Guerra Mundial, la Royal Australian Navy va fer servir portaavions. La RAN va participar en molts conflictes de la Guerra Freda a la regió d'Àsia-Pacífic i va operar al costat de la Royal Navy i l'Armada dels Estats Units a Corea, Malàisia i Vietnam. Des del final de la Guerra Freda, la RAN ha format part de forces de la coalició en el Golf Pèrsic i l'Oceà Índic i s'ha convertit en un element crític en les operacions d'Austràlia a Timor Oriental i a les Illes Salomó.

### Segle XXI
Avui dia, la RAN és una de les forces navals més grans i sofisticades a la regió del Pacífic, amb una presència significativa en l'oceà Índic, efectuant operacions a tot el món en suport de les campanyes militars i les missions de manteniment de la pau. L'actual comandant en cap de l'armada és el vicealmirall Tim Barrett.

### Estructura de comandament
El quarter general de la Royal Australian Navy és a la capital del país, Canberra. El cap de l'Armada té el grau de Vicealmirall. L'Estat Major Naval és el responsable d'implementar les decisions polítiques dictades des del Departament de Defensa, i de dur a terme la supervisió de qüestions tàctiques i operatives, que són competència dels comandaments subordinats.
Des de l'any 2009, la flota de la RAN consisteix en 51 bucs, que inclouen fragates, submarins, llanxes patrulleres i bucs auxiliars. La RAN té la tasca de defensar les aigües d'Austràlia i dur a terme els desplegaments navals a l'exterior. Els actuals desplegaments de la RAN inclouen: les contribucions per a la força multinacional a l'Iraq, el suport a la missió de l'ONU a Timor Oriental, i una missió d'assistència regional conjunta amb la marina de Nova Zelanda a les Illes Salomó. La RAN disposa de diverses bases per a la seva flota.
La RAN posseeix una flota aèria per fer tasques aeronàutiques. Les fragates de la Royal Australian Navy porten a bord helicòpters Sikorsky Seahawk.

### Flota
| Imatge                                            | Classe            | Tipus                            | Unitats | Any  | Informació |
| ------------------------------------------------- | ----------------- | -------------------------------- | ------- | ---- | --- |
| HMAS Canberra (LHD 02).                           | Classe Canberra   | Vaixell d'assalt amfibi          | 1       | 2014 | Vaixell d'assalt amfibi construït el 80% a les drassanes de l'empresa Navantia, i el 20% a l'empresa BAE Systems Austràlia. Una segona unitat en construcció.                                                |
| HMAS Toowoomba, setè vaixell de la Classe Anzac   | Classe Anzac      | Fragata                          | 8       | 1996 | Fragata de defensa antisubmarina i antiaèria segons el disseny alemany MEKO amb un helicòpter Sikorsky Seahawk. Dues més van ser construïdes per a l'Armada Reial de Nova Zelanda.                           |
| HMAS Sydney, tercer vaixell de la Classe Adelaide | Classe Adelaide   | Fragata                          | 4       | 1985 | Fragata de defensa antisubmarina i antiaèria amb dos helicòpters Sikorsky Seahawk, està basada en el disseny de la classe Oliver Hazard Perry. Dos vaixells van ser donats de baixa en els anys 2005 i 2008. |
| HMAS Armidale                                     | Classe Armidale   | Patruller                        | 14      | 2005 | Defensa de costa, fronteres marítimes i protecció de la pesca. |
| HMAS Huon                                         | Classe Huon       | Dragamines                       | 6       | 1997 | Guerra contra les mines. |
| HMAS Sheean, cinquè submarí de la classe Collins  | Classe Collins    | Submarí                          | 6       | 2000 | Anti-vaixell, recol·lecció d'informació, Diésel-elèctric. |
| HMAS Manoora, segon buc de la classe Kanimbla     | Classe Kanimbla   | Transport amfibi                 | 2       | 1994 | Transport de tropes, helicòpters Westland Sea King i Sikorsky Black Hawk. Modificació de la Classe Newport                                                                                                   |
| HMAS Balikpapan                                   | Classe Balikpapan | Vaixell de desembarcament amfibi | 6       | 1971 | Transport de desembarcament lleuger. Dos més van ser transferits a les Forces de defensa de Papua Nova Guinea l'any 1975.                                                                                    |
| HMAS Leeuwin                                      | Classe Leeuwin    | Vaixell de vigilància            | 2       | 2000 | Vaixell hidrogràfic. |
| HMAS Benalla, quart buc de la classe Paluma       | Classe Paluma     | Vaixell de vigilància            | 4       | 1989 | Vaixell hidrogràfic. |
| HMAS Tobruk                                       | HMAS Tobruk       | Vaixell de desembarcament amfibi | –       | 1989 | Barcassa de desembarcament i transport. Modificació de la Classe Round Table. |
| HMAS Success                                      | HMAS Success      | Vaixell de subministrament.      | –       | 1986 | Vaixell de subministrament. Classe Durance modificat. |
| HMAS Sirius                                       | HMAS Sirius       | Petrolier de flota               | –       | 2006 | Petrolier de flota |

## Exèrcit Terrestre Australià
L'Exèrcit Australià —Australian Army en anglès, és l'exèrcit pertanyent a l'estat lliure Associat d'Austràlia (país sobirà membre de la Mancomunitat de Nacions), aquest exèrcit va ser fundat l'any 1901 com a part de les Forces Militars de la Commonwealth. El servei militar a l'exèrcit australià va ser obligatori des de l'any 1911 fins a l'any 1972 quan el govern laborista australià va abolir el servei militar obligatori passant des d'aleshores a ser voluntari.

### Formació de l'exèrcit australià
Abans de la Federació cadascuna de les colònies australianes tenien els seus propis exèrcits composts per una mescla de soldats regulars (soldats pagaments a temps complet), la milícia (paga a soldats a temps parcial), i les unitats voluntàries (no remunerat a temps parcial). Al març de 1901 el Govern Federal va assumir la responsabilitat dels assumptes de defensa i els exèrcits colonials es van fusionar per formar les Forces Militars de la Mancomunitat (CMF). Al llarg dels propers 47 anys les Forces Militars d'Austràlia, ja que aviat va ser conegut, segueix sent una força a temps parcial de soldats ciutadans amb només un component normal petit. Aquestes forces estaven restringides anteriorment a serveis al territori australià, i dues forces voluntàries especials, coneguts com la força imperial australiana, es van formar per al servei a l'estranger durant les dues guerres mundials. Les forces d'unitats ciutadanes no obstant això, van prestar serveis en territori australià i en l'Oceà Pacífic durant la Segona Guerra Mundial.
Els membres del 3r Batalló (paracaigudes) i el 5th/7th Batalló Mecanitzat, el Regiment Real Australià (3RAR i 5/7RAR), van formar la composta Caserna Robertson abans de la seva sortida per unir-se per força Internacional per a Timor-Leste (INTERFET), Palmerston, NT, en 1999.Després de la Segona Guerra Mundial les forces militars d'Austràlia es van reorganitzar. L'Exèrcit Regular d'Austràlia es va formar al setembre de 1947, la qual cosa va anar amb el suport de les Forces Militars Ciutadanes Reorganitzades. Aquesta és l'estructura que es manté en l'actualitat, encara que el component de temps complet de l'exèrcit és molt major del que era en 1947, el component de temps parcial s'ha reduït considerablement. És només des de 1980 que el "exèrcit australià" li ha estat oficialment donat aquest nom.

### Servei militar obligatori i voluntari
Els homes australians i els nens van ser reclutats per l'exèrcit en quatre esquemes diferents en la seva història. El Pla de Servei Universal de 1911 a 1929 va obligar a tots els joves d'edats compreses entre 12 i 26 anys per dur a terme diversos períodes d'entrenament militar en una unitat de cadet o CMF. Aquest esquema va ser abolit pel govern laborista immediatament després de la seva elecció a l'octubre de 1929. El servei militar obligatori es va introduir amb l'arribada de la guerra en 1939. Inicialment es va requerir només els homes de 21 anys per completar tres mesos d'entrenament militar, però a mitjan 1942 tots els homes entre 18 i 35 anys i tots els homes solters entre 35 i 45 anys estaven obligats a prestar servei militar. El pla va ser suspès en 1945.
Un tercer sistema de servei militar obligatori va ser implementat en 1951 i va continuar fins a 1957, amb 18 anys, els homes van ser necessaris per formar inicialment amb l'exèrcit regular i després es transferien a una unitat de CMF. El règim obligatori de servei més recent i més controvertit va ser introduït en 1965. Una loteria es va utilitzar per seleccionar als joves de 19 anys, inclusivament els residents d'altres nacionalitats, d'acord amb la seva data de naixement (tret que prèviament s'haguessin unit a la CMF) aquests van ser obligats a servir en l'exèrcit durant dos anys, que generalment va implicar un període de servei en la Guerra del Vietnam. Aquest sistema va ser abolit pel govern laborista electe al desembre de 1972. El dret del govern als homes reclutats forçosament en les forces armades es manté en la llei i només se suspèn. Austràlia ha intervingut en diferents fronts bèl·lics des de la seva creació en 1901, aquestes guerres i intervencions van ser:

### Primera Guerra Mundial (1914-1918)
Va ser la Gran Guerra, la "guerra per acabar totes les guerres". En aquest conflicte, el camp de batalla més important va ser el Front Occidental a França i Bèlgica, on es van lliurar grans batalles com les de Fromelles, Somme, Bullecourt, Messines, Passcshendaele, Dernancourt i Villers-Bretonneux. Dels més de 290.000 australians que van servir en el teatre de la guerra en la FIA, la «força imperial australiana», 46.000 van ser assassinats o van morir en l'acció de les seves ferides. Esquitxen el paisatge de França i Bèlgica els centenars de cementiris de guerra i els monuments d'aquests soldats caiguts que es troben enterrats o els seus noms figuren entre els milers de persones que no tenen «tomba coneguda, el soldat desconegut».

### Segona Guerra Mundial

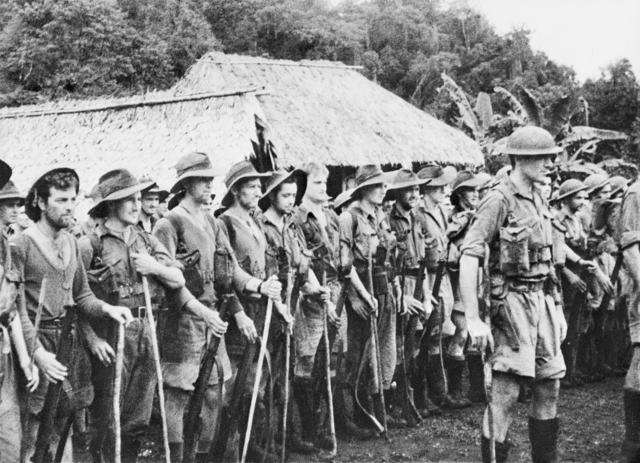
Soldats australians del 39 batalló en 1942.

Al maig i juny de 1942 la guerra es va portar a casa, els australians van haver de combatre en la costa est quan els japonesos van atacar el port de Sydney des del mar. Els australians van combatre al costat dels nord-americans i als britànics i així van derrotar els submarins japonesos I-22, I-24 i I-27. Els australians comptaven amb la corbeta HMAS Geelong, mentre que els Estats Units comptaven amb l'USS Chicago, després de diversos dies d'enfrontament els aliats van aconseguir reduir als japonesos.

### Guerra de Corea
L'Exèrcit Australià va servir al costat de la Marina Australiana, i la Royal Australian Air Force a Corea, o en les aigües adjacents a Corea. Durant el conflicte i després del conflicte, entre el 27 de juny 1950 i 19 d'abril de 1956
En total 18.000 soldats van prestar servei durant la guerra.

### Guerra de Vietnam
Aproximadament 61.000 homes i dones van servir en la Marina Reial Australiana (RAN), de l'Exèrcit Australià i la Reial Força Aèria Australiana (RAAF) a Vietnam, o en les aigües adjacents a Vietnam, durant el conflicte entre el 23 de maig de 1962 i 29 d'abril de 1975. El Departament d'Assumptes de Veterans té la intenció d'incloure a la pàgina web els noms de les tripulacions dels bucs HMA Metxa ràpida i HMA Vampire. Aquests dos vaixells van visitar Saigon durant el període de 25 a 29 gener 1962, i als del personal assignat per al servei durant aquest període se'ls van atorgar serveis operatius corresponents al Dret dels Veterans de 1986. No obstant això, les llistes dels bucs per aquest període s'han perdut i les llistes de la tripulació estan incomplets actualment.

### Guerra del Golf
Austràlia va contribuir amb un Grup de Tasques Especials Navals que formava part de la flota multinacional en el Golf Pèrsic i el Golf d'Oman en l'operació de Damasc. A més, es van desplegar equips mèdics a bord d'un buc hospital nord-americà, i un equip de bussos navals van participar en el desminado de les instal·lacions portuàries de Kuwait després de les operacions de combat. Austràlia va ser un membre de la coalició internacional que va contribuir a les forces militars de 1991 durant la Guerra del Golf Pèrsic. Les forces australianes no van entrar combat, però van tenir un paper important en l'aplicació de les sancions engegades contra l'Iraq després de la invasió de Kuwait, així com altres contribucions van donar suport als petits a l'Operació Tempesta del Desert. Després del final de la Guerra del Golf Pèrsic, Austràlia va desplegar una unitat mèdica de l'Operació d'Hàbitat per al nord de l'Iraq com a part de l'Operació Proporcionar Confort.

### Guerra de l'Iraq
El Govern del primer ministre australià, John Howard va ser un dels polítics que va fer intervenir al seu país en la guerra d'Iraq, però en 2008 el laborista Kevin Rudd, va exposar al gener als Estats Units el pla de retirar les tropes de combat de l'Iraq a mitjan any amb «el menor trastorn possible». Austràlia ha tingut fins a 14.000 militars a l'Iraq, en missions d'1.500 soldats, durant els últims cinc anys es van dedicar a entrenar a uns 33.000 soldats iraquians.

### Guerra de l'Afganistan
Uns 1.500 militars australians van ser destinats actualment a Afganistan, on participen des de 2001 en operacions de combat i formació de les forces de seguretat afganeses sota comandament de l'OTAN, el major contingent fora de l'Aliança Atlàntica.

## Força Aèria Australiana
La Reial Força Aèria Australiana (en anglès: Royal Australian Air Force, abreujada com RAAF) és la força aèria de la Força de Defensa Australiana.

### Història
La RAAF va ser creada al març de 1912 com a resultat de la Conferència Imperial de Londres de 1911. S'hi va decidir que l'aviació havia de ser inclosa en les Forces armades de l'Imperi britànic. Austràlia va ser el primer país que va portar a la pràctica la decisió amb l'aprovació per a la creació d'una escola de vol, l'Escola principal de vol de la RAAF (Central Flying School RAAF), en Point Cook, Victoria, el 22 d'octubre de 1912.
No obstant això, la força aèria com a tal, no es va constituir fins a 1921 de forma completament independent i tenint en els seus inicis al Cos Aeri Australià (Australian Flying Corps, 1912). Va ser la segona força aèria oficial de l'Imperi Britànic després de la RAF.
La RAAF ha participat en molts dels majors conflictes del segle XX incloent la Primera i la Segona Guerra Mundial, la Guerra de Corea i la Guerra de Vietnam. Més recentment la RAAF va participar en la Invasió de l'Iraq de 2003.

### Lema
El lema de l'escut d'armes de la RAAF és la frase en llatí «Per Àrdua ad Astra» (en espanyol A través de la dificultat fins als estels), la traducció dels quals en anglès que el Departament de defensa fa és «Through Struggle to the Stars» (A través de la lluita fins als estels), i que és el mateix que usa la Royal Air Force, encara que tots dos difereixen lleugerament en la traducció a l'anglès usant «adversitat» en lloc de «lluita», una traducció més propera al significat literal del llatí.

### Aeronaus
L'any 2011, les següents aeronaus eren operades per la RAAF:
| Tipus                                   | Aeronau                               | Models           | En servei        | Origen           | Imatge           |                  |
| Avions de Combat                        | Avions de Combat                      | Avions de Combat | Avions de Combat | Avions de Combat | Avions de Combat | Avions de Combat |
| --------------------------------------- | ------------------------------------- | ---------------- | ---------------- | ---------------- | ---------------- | ---------------- |
| Cazabombarder                           | McDonnell Douglas F/A-18 Hornet       | F/A-18A F/A-18B  | 54 17            | Estats Units     |                  |                  |
| Caça Polivalent                         | Boeing F/A-18I/F Super Hornet         | F/A-18I F/A-18F  | 20 4             | Estats Units     |                  |                  |
| Avions d'Entrenament                    |                                       |                  |                  |                  |                  |                  |
| Entrenament en combat i atac lleuger    | BAE Systems Hawk                      | Hawk 127         | 33               | Suïssa           |                  |                  |
| Entrenament Avançat                     | Pilatus PC-9                          | PC-9M            | 65               | Suïssa           |                  |                  |
| Entrenament                             | Beechcraft Super King Air             | B300             | 8                | Estats Units     |                  |                  |
| Avions de Transport I Patrulla Marítima |                                       |                  |                  |                  |                  |                  |
| Transport Tàctic                        | Lockheed C-130 Hercules               | C-130H           | 8                | Estats Units     |                  |                  |
| Transport Tàctic                        | Lockheed Martin C-130J Super Hercules | C-130J-30        | 12               | Estats Units     |                  |                  |
| Transport Estratègic                    | Boeing C-17 Globemaster III           | C-17A            | 5                | Estats Units     |                  |                  |
| Patrullaje Marítim i ASW                | Lockheed P-3 Orion                    | P-3C AP-3C       | 3 18             | Estats Units     |                  |                  |
| Transport Mitjà                         | de Havilland Canada DHC-4 Caribou     | DHC-4            | 10               | Canadà           |                  |                  |
| Transport VIP                           | Boeing Business Jet                   | BBJ 737          | 2                | Estats Units     |                  |                  |
| Transport VIP                           | Bombardier Challenger 600             | CL 604           | 4                | Canadà           |                  |                  |
| Guerra electrònica                      | EA-18 Growler                         | EA-18            | 4                | Estats Units     |                  |                  |